# Mascagnia loretensis
Mascagnia loretensis är en tvåhjärtbladig växtart som beskrevs av Julius Sterling Morton. Mascagnia loretensis ingår i släktet Mascagnia och familjen Malpighiaceae. Inga underarter finns listade i Catalogue of Life.